# Burgenlandkreis
Burgenlandkreis  er en landkreis i den tyske delstat Sachsen-Anhalt; Den blev dannet i forbindelse med Kreisreform Sachsen-Anhalt 2007 ved en sammenlægning af Burgenlandkreis  og den tidligere Landkreis Weißenfels.
Landkreisen omfatter et areal på 1414 km², og har godt 200.000 indbyggere. Administrationsby er  Naumburg (Saale).
Den  ligger ved Sachsen-Anhalts sydgrænse, og grænser i vest og syd til Thüringen og i øst til Sachsen. 
Mod nord grænser den til Saalekreis, mod nordøst til Kreis Leipziger Land i Sachsen, mod øst til  Landkreis Altenburger Land i Thüringen, ligesom den  kreisfreie by Gera mod syd og landkreisene Greiz, Saale-Holzland-Kreis,  Weimarer Land Sömmerda og Kyffhäuserkreis mod vest, også ligger i Thüringen.
Landskabet er kuperet, præget af  floderne Saale, Unstrut og Weißer Elster . I der Saale-Unstrut-Regionen dyrkes der vin. 

## Byer og kommuner
(indbyggertal pr. 31. december 2013 i enhedskommunerne og pr. 31. december 2006 i forvaltningsfællesskaberne)
| Enhedskommuner - 1. Bad Kösen, by, blev indlemmet i Naumburg (Saale) i 2010. - 2. Elsteraue (8.604) - 3. Hohenmölsen, by (9.941) - 4. Naumburg (Saale), by (med Bad Kösen) (32.804) - 5. Lützen, by (8.720) - 6. Teuchern, by (8.462) - 7. Weißenfels, by (39.909) - 8. Zeitz, by (29.557) |

Forvaltningsfælleskaber og deres kommuner

Administrationsby for Verwaltungsgemeinschaft *
| - 1. Verwaltungsgemeinschaft An der Finne 1. Altenroda (567) 2. Bad Bibra, Stadt * (2.152) 3. Billroda (516) 4. Bucha (285) 5. Burgholzhausen (288) 6. Eckartsberga, Stadt (1.859) 7. Golzen (210) 8. Herrengosserstedt (596) 9. Kahlwinkel (358) 10. Klosterhäseler (783) 11. Lossa (843) 12. Memleben (716) 13. Möllern (363) 14. Saubach (700) 15. Steinburg (180) 16. Taugwitz (914) 17. Thalwinkel (189) 18. Tromsdorf (392) 19. Wischroda (496) 20. Wohlmirstedt (944) - 2. Verwaltungsgemeinschaft Droyßiger-Zeitzer Forst 1. Bergisdorf (412) 2. Breitenbach (336) 3. Bröckau (390) 4. Döschwitz (884) 5. Droßdorf (691) 6. Droyßig * (1.828) 7. Grana (755) 8. Haynsburg (547) 9. Heuckewalde (441) 10. Kretzschau (1.303) 11. Schellbach (511) 12. Weißenborn (376) 13. Wetterzeube (1.132) 14. Wittgendorf (676) | - 3. Verwaltungsgemeinschaft Lützen-Wiesengrund 1. Dehlitz (Saale) (574) 2. Granschütz (1.146) 3. Großgörschen (851) 4. Lützen, Stadt * (3.629) 5. Muschwitz (1.135) 6. Poserna (384) 7. Rippach (689) 8. Röcken (610) 9. Sössen (236) 10. Starsiedel (692) 11. Taucha (641) 12. Zorbau (819) - 4. Verwaltungsgemeinschaft Saaletal 1. Burgwerben (1.070) 2. Goseck (1.106) 3. Großkorbetha * (2.008) 4. Reichardtswerben (1.266) 5. Schkortleben (629) 6. Storkau (601) 7. Tagewerben (808) 8. Uichteritz (1.417) 9. Wengelsdorf (905) - 5. Verwaltungsgemeinschaft Unstruttal 1. Balgstädt (633) 2. Baumersroda (350) 3. Burgscheidungen (592) 4. Burkersroda (323) 5. Ebersroda (183) 6. Freyburg (Unstrut), Stadt * (4.342) 7. Gleina (866) 8. Größnitz (167) 9. Hirschroda (181) 10. Karsdorf (1.921) 11. Kirchscheidungen (365) 12. Laucha an der Unstrut, Stadt (2.395) 13. Nebra (Unstrut), Stadt (2.612) 14. Pödelist (338) 15. Reinsdorf (582) 16. Schleberoda (184) 17. Wangen (511) 18. Weischütz (184) 19. Zeuchfeld (231) | - 6. Verwaltungsgemeinschaft Vier Berge-Teucherner Land 1. Deuben (1.136) 2. Gröben (715) 3. Gröbitz (500) 4. Krauschwitz (607) 5. Leißling (1.568) 6. Nessa (977) 7. Prittitz (1.028) 8. Teuchern, Stadt * (3.484) 9. Trebnitz (880) - 7. Verwaltungsgemeinschaft Weißenfelser Land 1. Langendorf (2.475) 2. Markwerben (698) 3. Weißenfels, Stadt * (29.669) - 8. Verwaltungsgemeinschaft Wethautal 1. Abtlöbnitz (153) 2. Casekirchen (273) 3. Crölpa-Löbschütz (546) 4. Gieckau (343) 5. Goldschau (317) 6. Görschen (527) 7. Heidegrund (672) 8. Janisroda (212) 9. Leislau (264) 10. Löbitz (447) 11. Meineweh (641) 12. Mertendorf (712) 13. Molau (551) 14. Osterfeld, Stadt * (1.340) 15. Pretzsch (171) 16. Prießnitz (315) 17. Schönburg (1.090) 18. Stößen, Stadt (1.036) 19. Unterkaka (308) 20. Utenbach (134) 21. Waldau (515) 22. Wethau (715) - 9. Verwaltungsgemeinschaft Zeitzer Land 1. Döbris (71) 2. Geußnitz (662) 3. Kayna (1.483) 4. Luckenau (593) 5. Nonnewitz (841) 6. Theißen (1.915) 7. Würchwitz (642) 8. Zeitz, Stadt * (28.117) |

- Wikimedia Commons har flere filer relateret til Burgenlandkreis

51°09′N 11°52′Ø / 51.15°N 11.87°Ø